# Peter Weir (filmrendező)
Peter Lindsay Weir AM (Sydney, 1944. augusztus 21. –) háromszoros BAFTA-díjas ausztrál filmrendező, forgatókönyvíró és filmproducer. Hat alkalommal jelölték Oscar-díjra, végül 2022-ben Életműdíjat vehetett át. 1982-ben megkapta az Ausztrália Rendjének tagja címet.
Pályafutását az ausztrál új hullám filmes mozgalom vezető alakjaként kezdte. Első rendezése az 1971-es Homesdale volt, ezt követte a Piknik a Függő sziklánál (1975), az Utánam a vízözön (1977) és a Gallipoli (1981). Karrierjében fontos állomás volt az 1982-ben bemutatott A veszélyes élet éve című romantikus filmdráma.
Ezt követően olyan, főként amerikai produkciókat rendezett, mint A kis szemtanú (1985), a Holt költők társasága (1989), a Zöld kártya (1990), a Truman Show (1998) és a Kapitány és katona: A világ túlsó oldalán (2004). Utolsó filmjét 2010-ben készítette el Út a szabadságba címmel.

## Filmográfia

### Film
| Év   | Magyar cím                                | Eredeti cím                                     | Feladatkör | Feladatkör | Feladatkör |
| Év   | Magyar cím                                | Eredeti cím                                     | Rendező    | Író        | Producer   |
| ---- | ----------------------------------------- | ----------------------------------------------- | ---------- | ---------- | ---------- |
| 1971 |                                           | Homesdale                                       | Igen       | Igen       | Nem        |
| 1974 | Párizs, a roncskocsik Mekkája             | The Cars That Ate Paris                         | Igen       | Igen       | Nem        |
| 1975 | Piknik a Függő sziklánál                  | Picnic at Hanging Rock                          | Igen       | Nem        | Nem        |
| 1977 | Utánam a vízözön                          | The Last Wave                                   | Igen       | Igen       | Nem        |
| 1981 | Gallipoli                                 | Gallipoli                                       | Igen       | Igen       | Nem        |
| 1982 | A veszélyes élet éve                      | The Year of Living Dangerously                  | Igen       | Igen       | Nem        |
| 1985 | A kis szemtanú                            | Witness                                         | Igen       | Nem        | Nem        |
| 1986 | A Moszkitó-part                           | The Mosquito Coast                              | Igen       | Nem        | Nem        |
| 1989 | Holt költők társasága                     | Dead Poets Society                              | Igen       | Nem        | Nem        |
| 1990 | Zöld kártya                               | Green Card                                      | Igen       | Igen       | Igen       |
| 1993 | Félelem nélkül                            | Fearless                                        | Igen       | Nem        | Nem        |
| 1998 | Truman Show                               | The Truman Show                                 | Igen       | Nem        | Nem        |
| 2003 | Kapitány és katona: A világ túlsó oldalán | Master and Commander: The Far Side of the World | Igen       | Igen       | Igen       |
| 2010 | Út a szabadságba                          | The Way Back                                    | Igen       | Igen       | Igen       |

Rövidfilmek (rendező)
| Év   | Cím                                           | Megjegyzések                                        |
| ---- | --------------------------------------------- | --------------------------------------------------- |
| 1968 | The Life and Times of the Reverend Buckshotte | filmproducer                                        |
| 1968 | Count Vim's Last Exercise                     | filmproducer                                        |
| 1970 | Stirring the Pool                             |                                                     |
| 1971 | Michael                                       | - forgatókönyvíró - Three to Go című film szegmense |
| 1972 | The Field Day                                 |                                                     |
| 1972 | The Computer Centre                           |                                                     |
| 1972 | The Billiard Room                             |                                                     |
| 1972 | Boat Buildind                                 |                                                     |
| 1975 | Three Workshop Films                          |                                                     |

Dokumentumfilmek (rendező)
| Év   | Cím                                                              | Megjegyzések         |
| ---- | ---------------------------------------------------------------- | -------------------- |
| 1972 | Incredible Floridas                                              | dokumentum-rövidfilm |
| 1972 | 3 Directions in Australian Pop Music: Australian Colour Diary 43 | dokumentum-rövidfilm |
| 1973 | Whatever Happened to Green Valley?                               | filmproducer         |

### Televízió
| Év        | Cím                                            | Feladatkör | Feladatkör | Feladatkör | Megjegyzések           |
| Év        | Cím                                            | Rendező    | Író        | Producer   | Megjegyzések           |
| --------- | ---------------------------------------------- | ---------- | ---------- | ---------- | ---------------------- |
| 1968      | Count Vim's Last Exercise                      | Igen       | Igen       | Nem        | rövidfilm              |
| 1968      | The Life and Times of the Reverend Buck Shotte | Igen       | Nem        | Igen       | tévéfilm               |
| 1969      | Man on a Green Bike                            | Igen       | Igen       | Nem        | tévéfilm               |
| 1971      | The Comedy Game                                | Nem        | Nem        | Igen       | 1 epizód               |
| 1972      | Luke's Kingdom                                 | Igen       | Nem        | Nem        | minisorozat (2 epizód) |
| 1972–1973 | The Aunty Jack Show                            | Nem        | Nem        | Igen       | 4 epizód               |
| 1973      | The Very Best of 'The Aunty Jack Show'         | Nem        | Nem        | Igen       | különkiadás            |
| 1979      | A vízszerelő (The Plumber)                     | Igen       | Igen       | Igen       | tévéfilm               |

## Fordítás
- Ez a szócikk részben vagy egészben  a   Peter Weir című angol Wikipédia-szócikk fordításán alapul.  Az eredeti cikk szerkesztőit annak laptörténete sorolja fel. Ez a jelzés csupán a megfogalmazás eredetét és a szerzői jogokat jelzi, nem szolgál a cikkben szereplő információk forrásmegjelöléseként.